# Arrondissement de Cognac
L'arrondissement de Cognac est une division administrative française, située dans le département de la Charente et la région Nouvelle-Aquitaine.
Par sa superficie, il est le moins étendu des trois arrondissements qui composent le département de la Charente mais il en est le deuxième par sa population autant que par sa densité de population.

## Composition

### Composition avant 2015

L'arrondissement de Cognac de 2008 à 2015

L'arrondissement de Cognac rassemble 112 communes regroupées en 9 cantons depuis la nouvelle délimitation administrative de l'arrondissement au 1er janvier 2008.
La liste des neuf cantons est la suivante suivant l'ordre alphabétique :
- Canton de Baignes-Sainte-Radegonde
- Canton de Barbezieux-Saint-Hilaire
- Canton de Brossac
- Canton de Châteauneuf-sur-Charente
- Canton de Cognac-Nord
- Canton de Cognac-Sud
- Canton de Jarnac
- Canton de Rouillac
- Canton de Segonzac

### Découpage communal depuis 2015
Depuis 2015, le nombre de communes des arrondissements varie chaque année soit du fait du redécoupage cantonal de 2014 qui a conduit à l'ajustement de périmètres de certains arrondissements, soit à la suite de la création de communes nouvelles. Le nombre de communes de l'arrondissement de Cognac est ainsi de 112 en 2015, 108 en 2016, 116 en 2017, 110 en 2019, 109 en 2021 et 108 en 2022.
Le 1er janvier 2024, Cherves-Richemont et Saint-Sulpice-de-Cognac fusionnent pour créer la commune nouvelle de Val-de-Cognac. Le nombre de communes passe de 108 à 107.
Au 1er janvier 2024, l'arrondissement groupe les 107 communes suivantes :
1. Angeac-Champagne
2. Angeac-Charente
3. Angeduc
4. Ars
5. Baignes-Sainte-Radegonde
6. Barbezieux-Saint-Hilaire
7. Barret
8. Bassac
9. Bécheresse
10. Bellevigne
11. Berneuil
12. Birac
13. Boisbreteau
14. Bonneuil
15. Bors (Canton de Charente-Sud)
16. Bourg-Charente
17. Bouteville
18. Boutiers-Saint-Trojan
19. Bréville
20. Brie-sous-Barbezieux
21. Brossac
22. Challignac
23. Champagne-Vigny
24. Champmillon
25. Chantillac
26. Chassors
27. Châteaubernard
28. Châteauneuf-sur-Charente
29. Chillac
30. Cognac
31. Condéon
32. Coteaux-du-Blanzacais
33. Courbillac
34. Criteuil-la-Magdeleine
35. Douzat
36. Échallat
37. Étriac
38. Fleurac
39. Foussignac
40. Genac-Bignac
41. Gensac-la-Pallue
42. Genté
43. Gimeux
44. Graves-Saint-Amant
45. Guimps
46. Guizengeard
47. Hiersac
48. Houlette
49. Jarnac
50. Javrezac
51. Juillac-le-Coq
52. Julienne
53. Lachaise
54. Ladiville
55. Lagarde-sur-le-Né
56. Lignières-Ambleville
57. Louzac-Saint-André
58. Mainxe-Gondeville
59. Marcillac-Lanville
60. Mareuil
61. Mérignac
62. Merpins
63. Mesnac
64. Les Métairies
65. Mons
66. Montmérac
67. Mosnac-Saint-Simeux
68. Moulidars
69. Nercillac
70. Oriolles
71. Passirac
72. Pérignac
73. Reignac
74. Réparsac
75. Rouillac
76. Saint-Amant-de-Nouère
77. Saint-Aulais-la-Chapelle
78. Saint-Bonnet
79. Saint-Brice
80. Saint-Cybardeaux
81. Saint-Félix
82. Saint-Fort-sur-le-Né
83. Saint-Genis-d'Hiersac
84. Saint-Laurent-de-Cognac
85. Saint-Médard
86. Saint-Même-les-Carrières
87. Saint-Palais-du-Né
88. Saint-Preuil
89. Sainte-Sévère
90. Saint-Simon
91. Sainte-Souline
92. Saint-Vallier
93. Salles-d'Angles
94. Salles-de-Barbezieux
95. Sauvignac
96. Segonzac
97. Sigogne
98. Le Tâtre
99. Touvérac
100. Triac-Lautrait
101. Val-d'Auge
102. Val-de-Cognac
103. Val des Vignes
104. Vaux-Rouillac
105. Verrières
106. Vibrac
107. Vignolles

## Sous-préfets
| Période           | Période           | Identité            | Fonction précédente                                             | Observation                                            |
| ----------------- | ----------------- | ------------------- | --------------------------------------------------------------- | ------------------------------------------------------ |
|                   |                   |                     |                                                                 |                                                        |
| 1er octobre 1979  |                   | Michel Mathieu      |                                                                 |                                                        |
|                   |                   |                     |                                                                 |                                                        |
| 1986              | 1988              | Michel Delpuech     |                                                                 |                                                        |
|                   | 16 juillet 1990   | Georges Girodet     |                                                                 |                                                        |
| 16 juillet 1990   | 21 septembre 1992 | Bernard Dumolard    | Secrétaire général adjoint de la préfecture de la Haute-Garonne |                                                        |
| 21 septembre 1992 |                   | Paul Ambrosini      | Secrétaire général de la préfecture de Maine-et-Loire           |                                                        |
| 9 janvier 1996    | 27 octobre 2000   | François Lecot      | Sous-préfet de Neufchâteau                                      |                                                        |
| 27 octobre 2000   |                   | Bernard Jouineau    | Sous-préfet de Dreux                                            |                                                        |
| 1er août 2003     |                   | Roselyne Farges     |                                                                 |                                                        |
|                   | 5 juillet 2008    | Jean-Michel Quiard  |                                                                 |                                                        |
| 5 juillet 2008    | 6 janvier 2014    | Guy Tardieu         |                                                                 | Nommé sous-préfet de Redon                             |
| 20 janvier 2014   | 13 juin 2016      | Olivier Maurel      | Sous-préfet d'Ussel                                             | Nommé secrétaire général de la préfecture de la Creuse |
| 13 juin 2016      | 13 novembre 2017  | Jean-Yves Le Merrer | Sous-préfet de Thonon-les-Bains                                 |                                                        |
| 4 décembre 2017   | 26 février 2021   | Chantal Guelot      | Sous-préfète de Belley                                          |                                                        |
| 26 février 2021   | 13 décembre 2024  | Sébastien Lepetit   | Sous-préfet de Sarlat-la-Canéda                                 |                                                        |
| 13 décembre 2024  | En cours          | Nathalie Clarenc    | Secrétaire générale adjointe de la préfecture de la Charente    |                                                        |

## Sécurité
Liste des officiers commandants de la compagnie de gendarmerie
- jusqu'au 15 août 2009 : Capitaine Bruno Roussel, promu par décret du président de la République, chef d'escadron le 1er mars 2008
- depuis le 16 août 2009 : Chef d'escadron Georges Pierrini, promu par décret du président de la République, lieutenant-colonel le 1er mars 2013
- depuis le 1er août 2013 : Chef d'escadron Stéphane Equipé
- depuis le 1er août 2017 : Capitaine Richard Abdelhadi

## Géographie

### Situation géographique
L'arrondissement de Cognac occupe la partie occidentale du département de la Charente.
Historiquement, il constitue une partie de l'ancienne province de la Saintonge et il occupe une portion de l'Angoumois dans sa partie nord-est, occupée notamment par le canton de Rouillac.
À l'intérieur du département de la Charente, il confine, au nord-est, avec l'arrondissement de Confolens, via le canton de Rouillac, tandis qu'à l'est et au sud-est, il voisine avec l'arrondissement d'Angoulême.
Au nord-ouest, ouest et sud-ouest, il est limité par le département de la Charente-Maritime avec lequel il partage la plus longue "frontière" administrative. Il jouxte du nord au sud les arrondissements de Saint-Jean-d'Angély, Saintes et Jonzac.

### Quelques données hydrographiques
L'arrondissement de Cognac est arrosé par le fleuve Charente qui reçoit, sur sa rive droite, les petits affluents de la Soloire et de l'Antenne et, sur sa rive gauche, le Né, rivière qui sert également de délimitation administrative avec le département de la Charente-Maritime dans la partie aval de son cours qui est canalisé.

## Superficie

### La superficie de l'arrondissement
La superficie de l'arrondissement de Cognac est de 1 471,19 km², ce qui en fait le moins étendu de la Charente, occupant 24,70 % de la superficie totale du département, soit près d'un quart de la surface départementale.
Dans l'ancienne région Poitou-Charentes - à laquelle appartenait le département de la Charente -, la superficie de l'arrondissement de Cognac ne le classe qu'au 12e rang régional sur les 14 arrondissements, ce qui en fait l'un des plus petits de la région.

### Liste des cantons et leur rang par superficie
| Rang | Canton                                        | Superficie | Nombre de communes |
| ---- | --------------------------------------------- | ---------- | ------------------ |
| 1    | Rouillac                                      | 230,97 km² | 16                 |
| 2    | Segonzac                                      | 228,54 km² | 16                 |
| 3    | Barbezieux-Saint-Hilaire                      | 209,39 km² | 17                 |
| 4    | Brossac                                       | 161,99 km² | 12                 |
| 5    | Jarnac                                        | 161,55 km² | 14                 |
| 6    | Baignes-Sainte-Radegonde                      | 148,62 km² | 8                  |
| 7    | Châteauneuf-sur-Charente                      | 147,40 km² | 15                 |
| ...  | Cognac-Nord (*)                               | 100,09 km² | 7                  |
| ...  | Cognac-Sud (*)                                | 67,14 km²  | 8                  |
| ...  | Commune de Cognac (2 fractions de canton) (*) | 15,50 km²  | 1                  |

(*) : Concernant les deux cantons de Cognac (Cognac-Nord et Cognac-Sud), la superficie cumulée - y compris la commune de Cognac - est de 182,73 km² .
Si le canton de Rouillac avec 230,97 km² est le plus étendu de l'arrondissement de Cognac, il n'occupe cependant que le huitième rang départemental se classant après les cantons de Confolens-Sud (316,26 km²), Villebois-Lavalette (309,55 km²), La Rochefoucauld (277,70 km²), Saint-Claud (277,55 km²), Mansle (242,13 km²), Montbron (236,18 km²) et Chabanais (234,51 km²).
Quant au canton de Segonzac, avec une superficie de 228,54 km², il se situe au neuvième rang des cantons du département de la Charente, juste après celui de Rouillac.

## Démographie
En 2022, l'arrondissement comptait 98 817 habitants.
| 1968   | 1975   | 1982   | 1990   | 1999   | 2006   | 2011   | 2016   | 2021   |
| ------ | ------ | ------ | ------ | ------ | ------ | ------ | ------ | ------ |
| 91 528 | 93 154 | 91 874 | 91 497 | 90 108 | 91 004 | 91 803 | 99 987 | 98 683 |

| 2022   | - | - | - | - | - | - | - | - |
| ------ | - | - | - | - | - | - | - | - |
| 98 817 | - | - | - | - | - | - | - | - |